# Mario Maccaferri
Mario Maccaferri (né le 20 mai 1900 à Cento, dans la province de Ferrare et mort le 17 avril 1993  à New York) est un luthier et guitariste italien, inventeur des guitares de type Selmer popularisées par le guitariste Django Reinhardt.

## Biographie
Mario Maccaferri entre en 1911 comme apprenti chez le luthier Luigi Mozzani. Il suit des cours de guitare classique à l'académie de musique de Sienne.
Il cesse son activité de concertiste classique car une chute le handicape à la main droite. Il va alors se consacrer uniquement à la fabrication de ses guitares de concert et se lance après sa collaboration avec Selmer dans la fabrication d'anches. En 1939, il s'installe à New York et crée une nouvelle société : « French american reed ». À la fin de sa carrière, il connaitra un certain succès avec la fabrication de ukulélés en plastique.

## Guitares Selmer

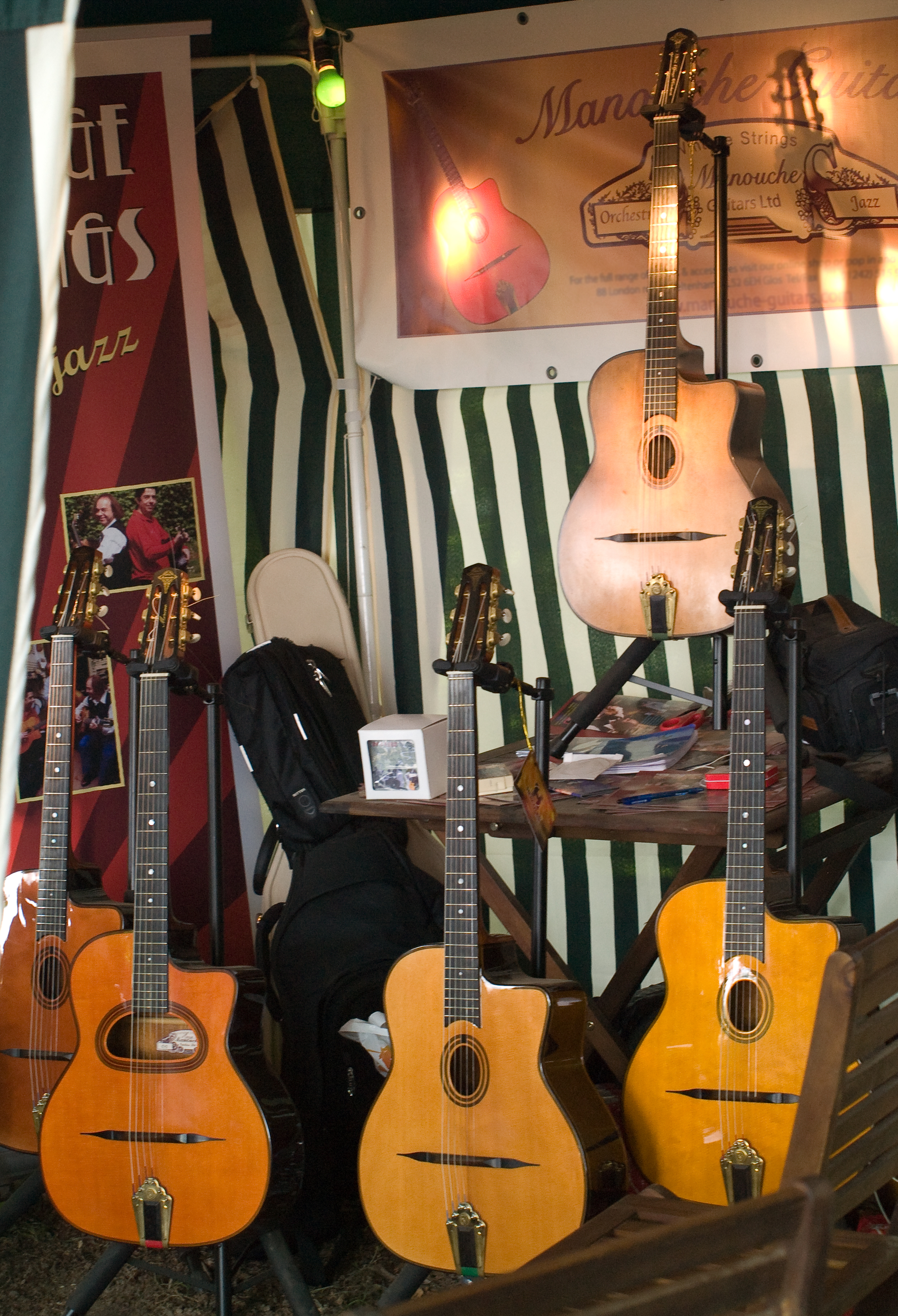
Répliques de guitares de type Selmer-Maccaferri et Selmer utilisées en jazz manouche, avec une rosace en forme de « D » (« grande bouche ») ou en ovale (« petite bouche »).

Elles furent créées par  Mario Maccaferri pour le compte de la maison Selmer, leader mondial depuis plus d'un siècle dans la fabrication des clarinettes et des saxophones.
Fabriquées pendant seulement 20 ans, de 1932 à 1952, les guitares Selmer-Maccaferri font aujourd'hui partie du patrimoine de la lutherie française. Mario Maccaferri cesse sa coopération avec Selmer en 1934 mais les ouvriers de l'atelier de fabrication des guitares poursuivirent néanmoins leur activité et créèrent pendant ces 20 ans environ 900 instruments. D'autres luthiers se mettent à la fabrication de guitares type « Selmer-Maccaferri » comme la famille Di Mauro. Pour l'époque, ce qui a caractérisé les guitares Selmer-Maccaferri, c’est leur précision, le pan coupé et un prolongement de la touche au-dessus de la rosace pour monter plus haut dans les aigüs. Leur sonorité puissante et claire permettait à la guitare de jouer en solo puisque l’amplification n'existait alors qu’à l’état de prototype en 1930.